# Park Krajobrazowy Góry Opawskie

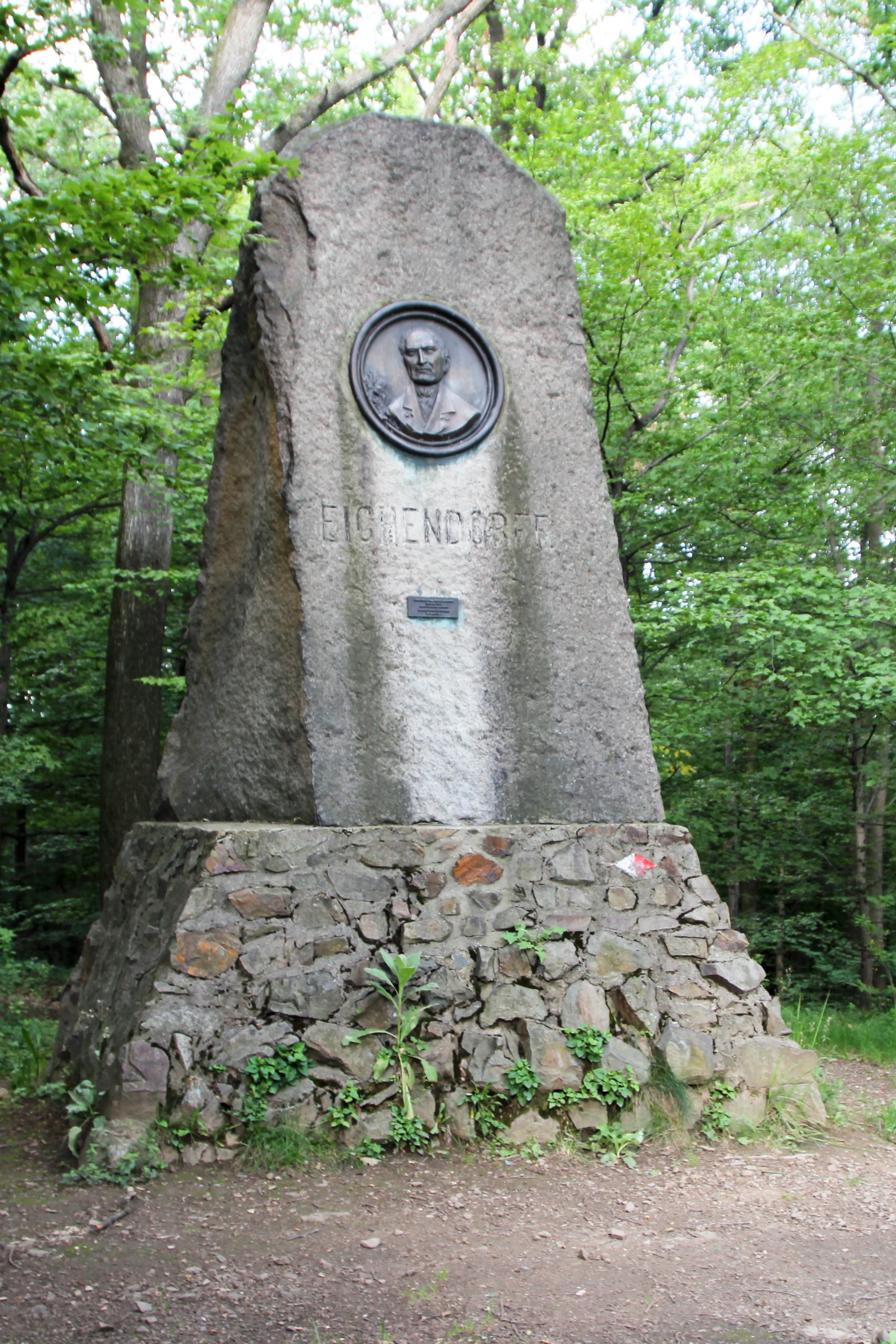
Pomnik Josepha von Eichendorffa w parku w pobliżu Dębowca

Park Krajobrazowy Góry Opawskie – park krajobrazowy obejmujący Góry Opawskie, a więc wschodnią część Sudetów. Został utworzony 26 maja 1988 roku, zajmuje obszar 49,03 km² (otulina 50,33 km²). Położony w południowo-zachodniej części województwa opolskiego, przy granicy z Czechami, pomiędzy miastami Prudnik i Głuchołazy, na obszarze Nadleśnictwa Prudnik.
Celem utworzenia parku było zachowanie walorów krajobrazowych części Gór Opawskich, w tym naturalnego ukształtowania terenu, ładu przestrzennego, zachowanie i podtrzymywanie regionalnych form przestrzennych miejscowości położonych w jego granicach, ekosystemów leśnych i łąkowych z charakterystyczną florą i fauną, walorów geologicznych i geomorfologicznych, walorów kulturowych, w tym historycznych śladów kultury materialnej regionu, stwarzanie korzystnych warunków do prawidłowego funkcjonowania systemów przyrodniczych, ich trwałości i zdolności odtwarzania, zwiększanie świadomości ekologicznej lokalnych społeczności w zakresie konieczności zachowania całego bogactwa przyrodniczego jako dziedzictwa i dobra wspólnego.

## Historia Parku
W XII i XIII wieku na terenach obecnego Parku wydobywane było złoto, czego pozostałością są szyby, wykopy i usypiska.
Las porastający wzniesienia Gór Opawskich na południowy zachód od Prudnika, zwany Lasem Prudnickim, w przeszłości był własnością miasta Prudnika. Miasto systematycznie przejmowało okoliczne lasy, posiadając wkrótce największe lasy komunalne na Górnym Śląsku około 3400 ha. Od XIX wieku las spełniał rolę turystycznego zaplecza, po 1945 roku uległ funkcjonalnej degradacji.
Zmiany w ustawie O ochronie i kształtowaniu środowiska z 31 stycznia 1980 roku umożliwiły tworzenie nowych przestrzennych form ochrony przyrody.
Następstwem tego była uchwała Wojewódzkiej Rady Narodowej w Opolu numer XXIV (193) z dnia 26 maja 1988 roku (Dz.U. Województwa Opolskiego z dnia 17 lipca 1989 r., Nr 19, poz. 231), która powołała Park Krajobrazowy Gór Opawskich i Park Krajobrazowy Góra Świętej Anny.

## Fizjografia terenu

### Budowa geologiczna
Przeważają tu skały zmetamorfizowane: łupki, gnejsy, granity i piaskowce.

### Wody powierzchniowe
Obszar Parku należy do obszarów sudeckich o najgęstszej sieci rzecznej. Główne cieki wodne to Biała Głuchołaska, Złoty Potok i Prudnik.
Biała Głuchołaska i Złoty Potok tworzą na kilkukilometrowych odcinkach epigeniczne przełomy, których cechami charakterystycznymi są wysokie podcięcia dolin, wąskie krawędzie i kilkunastometrowe zbocza, wyerodowane w skałach osadowych.

### Gleby
Na terenie Parku przeważają gleby gliniaste, lessowe i pyłowe, a wśród typów największą powierzchnię zajmują pseudobielice, gleby brunatne, mady i czarnoziemy.

## Położenie geograficzne
Pod względem fizycznogeograficznym Park leży w Górach Opawskich (332.63) we wschodniej części Sudetów (332.2-6) zwanej Sudetami Wschodnimi (332.6), na granicy z Niziną Śląską (318.5).
Park i jego otulina znajdują się na terenie dwóch powiatów:
- prudnickiego, w obrębie gmin: Prudnik, Lubrza
- nyskiego, w obrębie gminy Głuchołazy

Na obszarze Parku i otuliny jest 17 miejscowości (Park: Dębowiec, Gęstwina, Jarnołtówek, Podlesie, Pokrzywna, Wieszczyna; otulina: Chocim, Konradów, Krzyżkowice, Łąka Prudnicka, Moszczanka, Osiedle, Osiedle Pasterówka, Siemków, Trzebieszów, Trzebina, Wierzbiec) i część miast Prudnik i Głuchołazy.
Znajduje się tu najwyższy szczyt Gór Opawskich – Biskupia Kopa (czes. Biskupská kupa) (890 m n.p.m.). Wzniesienia zbudowane są głównie ze skał paleozoicznych. Znajduje się tu wiele dolin i wąwozów. Przez park przypływa Biała Głuchołaska oraz Złoty Potok, tworząc liczne odcinki przełomowe. Otulinę parku częściowo wyznacza rzeka Prudnik.
Około 80% powierzchni parku zajmują lasy. Rosną tu głównie lasy górskie i mieszane wyżynne, z przewagą świerka i buka.
     Teren Parku
     Otulina Parku

## Flora Parku
Na obszarze Parku Krajobrazowego występuje ponad 500 gatunków roślin naczyniowych, większość z nich to gatunki rodzime. Gatunki oznaczone grafiką  objęte są ochroną ścisłą lub częściową:

- Buławnik mieczolistny
- Czosnek niedźwiedzi
- Dziewięćsił bezłodygowy
- Jaskier platanolistny
- Kokorycz wątła
- Kruszczyk połabski
- Lilia złotogłów
- Naparstnica purpurowa
- Naparstnica zwyczajna
- Parzydło leśne
- Podrzeń żebrowiec
- Pokrzyk wilcza jagoda
- Storczyk męski
- Tojeść gajowa
- Wawrzynek wilczełyko
- Zanokcica północna
- Zaraza żółta

## Fauna parku
Na terenie parku występują 163 gatunki zwierząt chronionych z czego 154 gatunki podlegają ochronie ścisłej.

### Płazy
- Grzebiuszka ziemna
- Kumak górski
- Kumak nizinny
- Traszka górska
- Salamandra plamista
- Żaba wodna
- Żaba trawna
- Żaba śmieszka

### Gady
- Gniewosz plamisty
- Jaszczurka zwinka
- Padalec zwyczajny
- Zaskroniec zwyczajny
- Żmija zygzakowata

### Ptaki
- Bocian biały
- Bocian czarny
- Derkacz
- Dudek
- Dzięcioł czarny
- Dzięcioł duży
- Dzięcioł średni
- Dzięcioł zielonosiwy
- Dzięcioł zielony
- Jarząbek
- Pliszka górska
- Pluszcz zwyczajny
- Puchacz zwyczajny
- Zimorodek zwyczajny

### Ssaki
- Dzik
- Gacek brunatny
- Jeleń
- Kret
- Mopek zachodni
- Mroczek pozłocisty
- Nocek duży
- Nocek rudy
- Nocek Natterera
- Podkowiec mały
- Sarna
- Wiewiórka
- Zając

## Formy ochrony przyrody

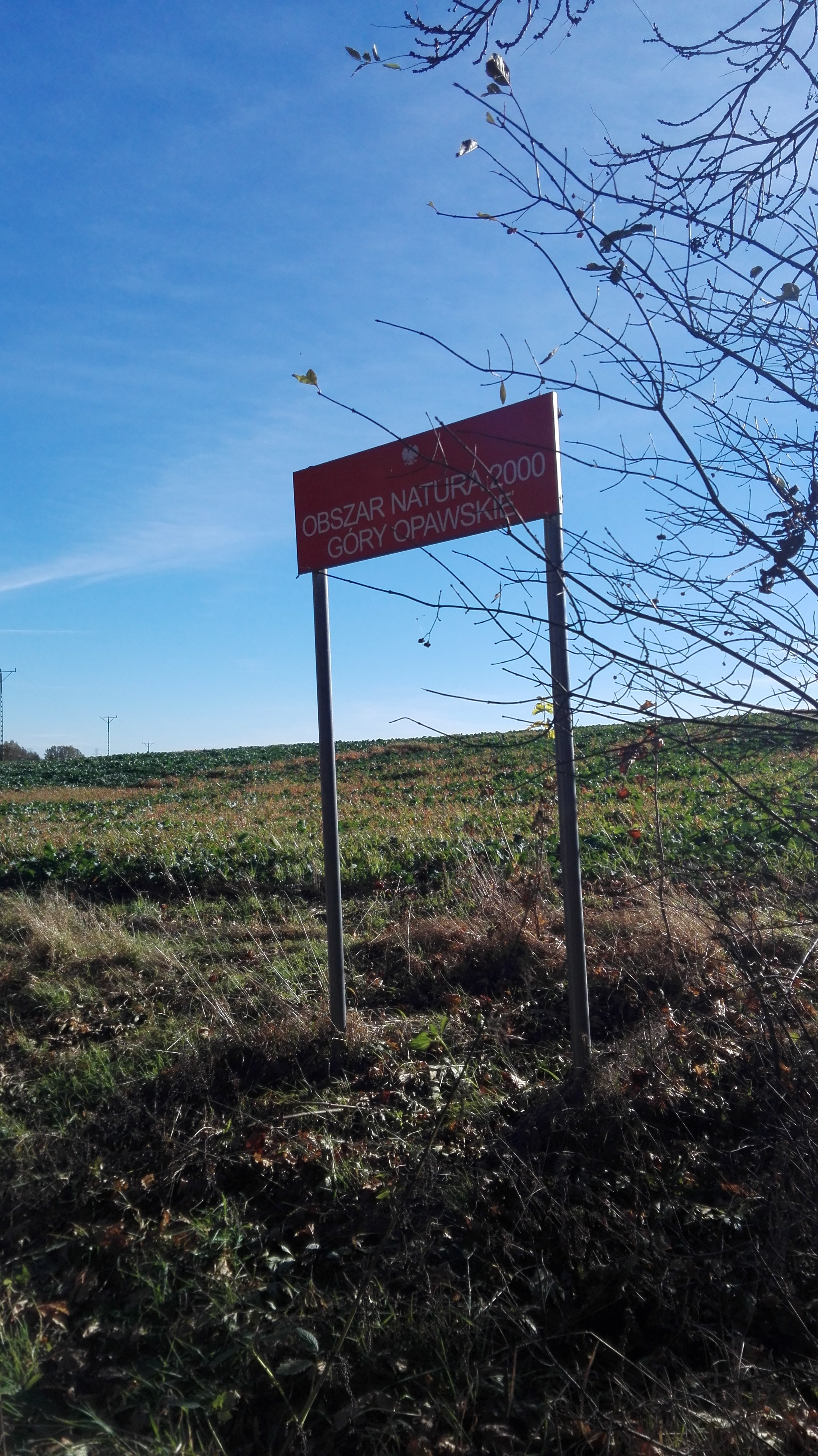
Znak „Obszar Natura 2000 Góry Opawskie”

### Rezerwaty przyrody
Najcenniejsze obszary Parku uznane zostały rezerwatami przyrody
| Nazwa rezerwatu | Rodzaj rezerwatu      | Data utworzenia | Powierzchnia rezerwatu |
| --------------- | --------------------- | --------------- | ---------------------- |
| Cicha Dolina    | leśny                 | 3 kwietnia 1999 | 56,76 ha               |
| Dębniak         | leśny                 | 12 lipca 2022   | 31,28 ha               |
| Las Bukowy      | leśny                 | 1999            | 21,12 ha               |
| Nad Białką      | przyrody nieożywionej | 1999            | 8,96 ha                |
| Olszak          | leśny                 | 6 grudnia 2012  | 23,83 ha               |

### Pomniki przyrody
| Pomnik przyrody        | Lokalizacja (miejscowość/gmina) |
| ---------------------- | ------------------------------- |
| Trzy lipy drobnolistne | Jarnołtówek/Głuchołazy          |
| Lipa drobnolistna      | Pokrzywna/Głuchołazy            |
| Dwa dęby szypułkowe    | Prudnik                         |
| Daglezja               | Dębowiec/Prudnik                |

### Natura 2000
Częściowo na terenie Parku Krajobrazowego powstała ostoja Natura 2000 Góry Opawskie o powierzchni 5520,87 ha.

## Środowisko kulturowe

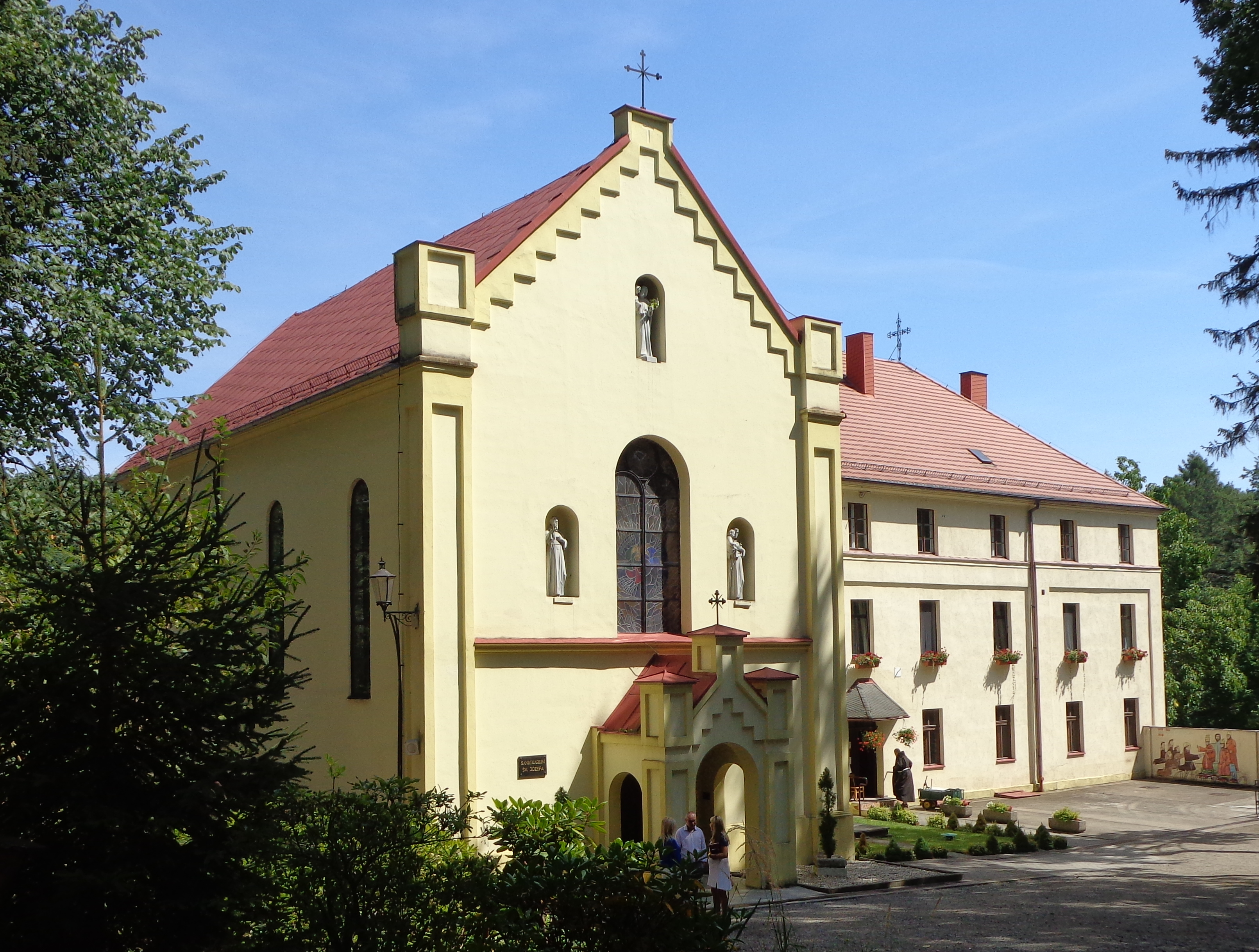
Sanktuarium św. Józefa w Prudniku

W parku znajduje się sporo zabytków architektonicznych, należą do nich:
- ruina sanktuarium Matki Bożej Bolesnej w Prudniku, z XVIII w.
- sztolnie, zlokalizowane w rejonie Głuchołaz i Pokrzywnej
- wieża widokowa na Biskupiej Kopie
- zespół zabudowań klasztornych oo. Franciszkanów (z Sanktuarium św. Józefa) wraz z drogą krzyżową w Prudniku
- kaplica św. Anny na Parkowej Górze
- park podworski w Jarnołtówku
- tama na Złotym Potoku
- pomnik Josepha von Eichendorffa w Dębowcu

## Szlaki turystyczne

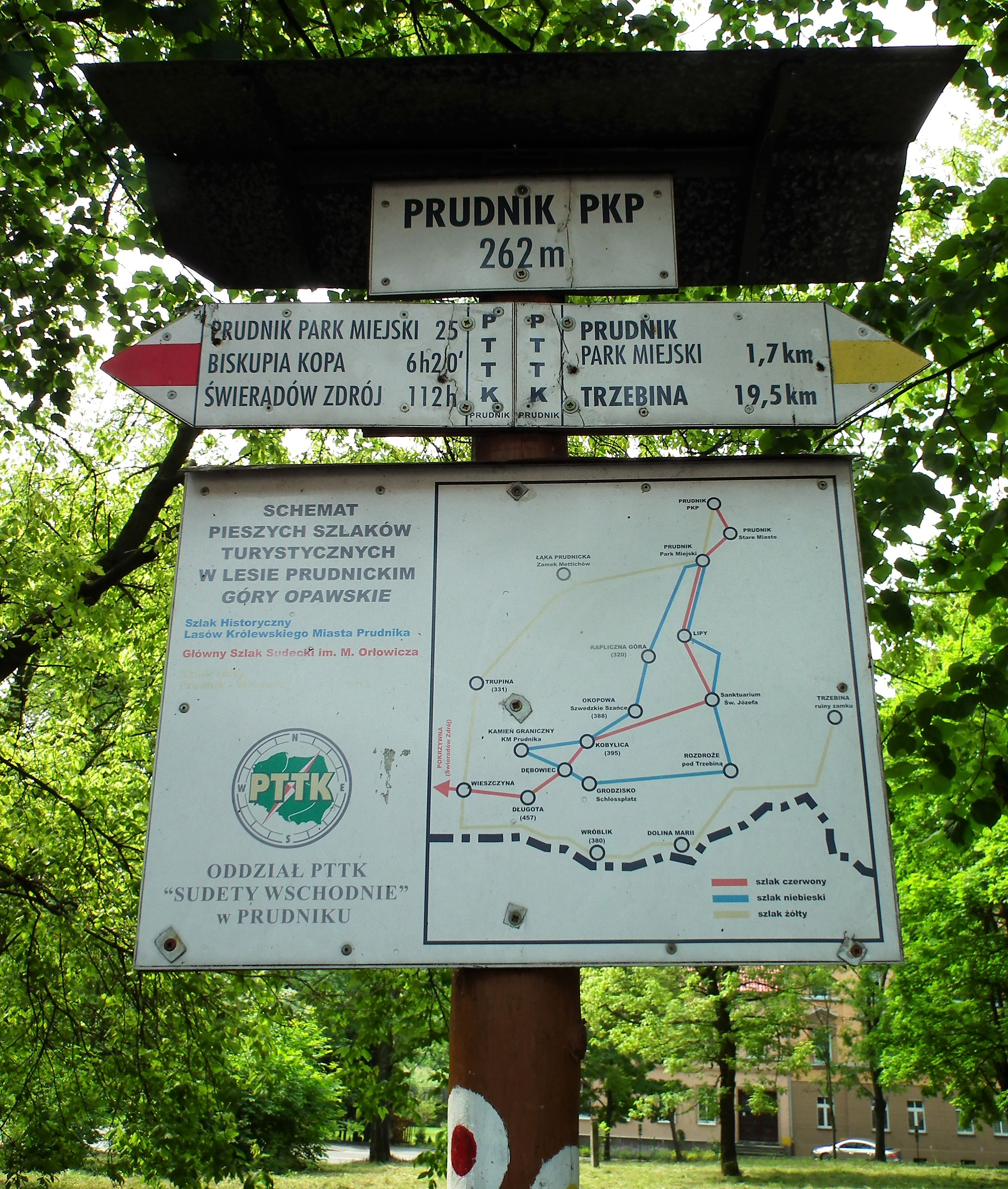
Schemat pieszych szlaków turystycznych w Lesie Prudnickim

Przez Park prowadzą szlaki turystyczne:
- Główny Szlak Sudecki im. Mieczysława Orłowicza (440 km): Prudnik – Świeradów-Zdrój
- Prudnik – Wieszczyna – Trzebina (19,5 km): Prudnik (stacja kolejowa) – Łąka Prudnicka – Trupina – Wieszczyna – Trzebina
- „Szlak Historyczny Lasów Królewskiego Miasta Prudnik” (17,5 km): Park Miejski w Prudniku – stare dęby w Prudniku – Kapliczna Góra – Kobylica – Dębowiec – rozdroże pod Trzebiną – Sanktuarium św. Józefa w Prudniku–Lesie – Prudnik–Lipy – Park Miejski w Prudniku
- Jarnołtówek – Pokrzywna (11,3 km): Jarnołtówek – Bukowa Góra – Piekiełko – Plac Langego – Schronisko pod Biskupią Kopą – Przełęcz Mokra – Plac Habla – Przełęcz pod Zamkową Górą – Pokrzywna
- Przełomu Złotego Potoku (10 km): Pokrzywna – Olszak – Żabie Oczko – Skały Karolinki – Jarnołtówek – Skały Karliki – Piekiełko – Gwarkowa Perć – Pokrzywna
- Ścieżka dydaktyczna „Las Prudnicki” (7 km): ul. Dąbrowskiego w Prudniku – stare dęby w Prudniku – Kobylica – Sanktuarium św. Józefa w Prudniku–Lesie – ul. Dąbrowskiego w Prudniku
- Wmasywie Góry Parkowej (7 km): Głuchołazy-Zdrój – Źródło Juvenia – Przełęcz Siodło – Głuchołazy-Zdrój
- Złotych Górników (7 km): Głuchołazy-Zdrój – Przednia Kopa – Źródło Żegnalce – Grota Góralska – Głuchołazy-Zdrój
- Wieszczyna – przełęcz pod Zamkową Góra (5 km): Wieszczyna – Las Rosenau – przełęcz pod Zamkową Górą